# Gonzalo Mejía
Gonzalo Mejía, né à Medellín en 1884 et mort le 6 mai 1956, fut un entrepreneur colombien. Pionnier du début du XXe, il s'intéressa à des projets avant-gardistes pour leur époque tels que l'aviation ou le cinéma. Via la Compañía Filmadora de Medellín qu'il fonda, il produisit en 1925 le film Bajo el cielo antioqueño (« Sous le ciel d'Antioquia »), avec l'aide d'Arturo Acevedo Vallarino en tant que réalisateur.